# Slagtekyllinger
Slagtekyllinger eller broilers er kyllinger, der fremavles til kødproduktion. Begrebet broilers er engelsk og er afledt fra «to broil», at stege.
De fleste racer, der bruges til slagtekyllingeproduktion, er hybrider, som er baseret på nogle specielt udviklede hønseracer, der krydses. Ved at benytte hybrider i slagtekyllingeproduktion opnås forbedrede produktionsresultater. Blandt de hønseracer, der benyttes til krydsavl af slagtekyllinger, er Ross 308, Isa og Redbro. Aarhus Kommune køber normalt 45 ton Ross308 om året, men vedtog at den race ikke skal være med i indkøb for 2025.
Kraftfoderet kyllingerne får, gør at de kan nå en vægt på ca. 2 kg i løbet af bare 8 uger. I løbet af 1950’erne satsede fødevareindustrien stærkt på at få fremavlet gode kyllinger, og egenskaber hvor hurtig vækst blev prioriteret, samt kraftig muskelmasse og kød af god kvalitet.

## Udtrykket broiler
Udtrykket broiler var mere udbredt i 1970- og 1980-tallet som betegnelse for en stor grillet kylling som dagligvarebutikkerne solgte. Fra 1990-tallet blev udtrykket sjældnere i daglig tale, og dagligvarebutikkerne betegner stadig oftere 'broileren' som 'grillet kylling'. Begrebet «politisk broiler» bliver af og til benyttet nedsættende om en politiker med ringe eller ingen erfaring fra arbejdslivet.